# 東急歌舞伎町塔

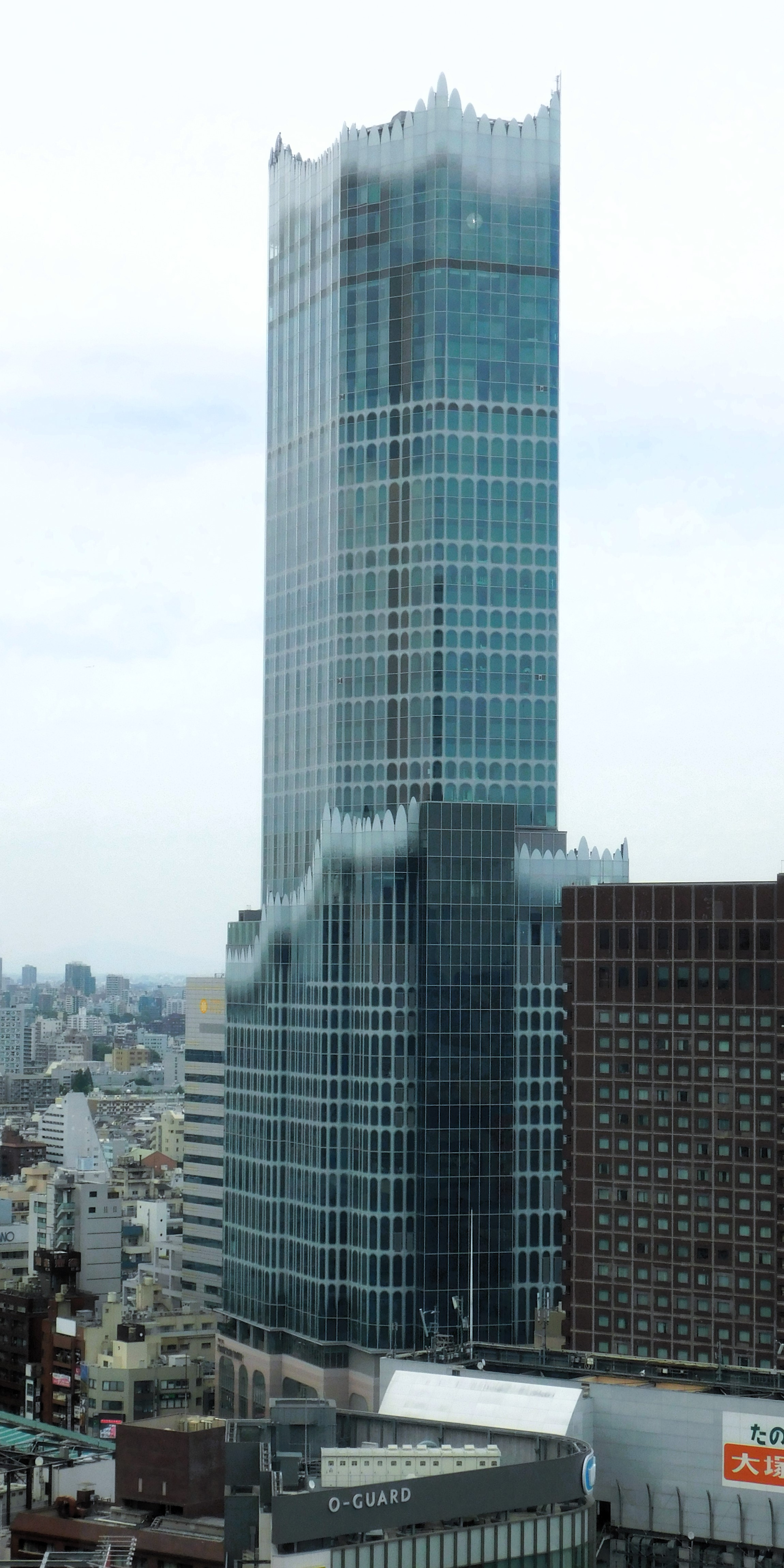

東急歌舞伎町塔（日语：東急歌舞伎町タワー、とうきゅうかぶきちょうタワー）是一座位於日本東京都新宿區歌舞伎町1丁目的摩天大樓。該建築原址曾建有新宿TOKYU MILANO。這座建築地上有48層，地下有5層，高約225公尺。建築的設計者是久米設計，施工由清水建設和東急建設擔當。建築名稱在2021年11月18日公佈。東急歌舞伎町塔于2019年8月開工，2023年1月11日建成。同年4月14日開業。